# Zasněná láska
Zasněná láska (v tureckém originále Erkenci Kuş) je turecká komediálně-dramatická romantická telenovela vysílaná v letech 2018–2019. V hlavních rolích se představili herci Demet Özdemir (Sanem) a Can Yaman (Can). V Česku byl seriál premiérově vysílán na stanici Prima Love.

## Synopse
Když Sanem zjistí, že ji rodiče chtějí provdat za jejího neúnavného nápadníka Muzaffera, rozhodne se osamostatnit a najít si práci. Začne pracovat v reklamní agentuře, kde pracuje i její starší sestra Leyla. Obě jsou ale úplně jiné. Zatímco Sanem je dívka s velkým srdce a sny, chce potkat svou pravou lásku, miluje výrobu jejího parfému a je docela nešikovná, tak Leyla je elegantní, ctižádostivá a vážená žena. Sanem ve firmě potká Cana Dvita. Nikdo z nich netušil, že zde oba naleznou tu největší lásku.

## Obsazení
- Demet Özdemir jako Sanem Aydın Divit
- Can Yaman jako Can Divit
- Özlem Tokaslan jako Mevkibe Aydın
- Cihan Ercan jako Muzaffer Kaya (Zebercet)
- Öznur Serçeler jako Leyla Aydın Divit
- Birand Tunca jako Emre Divit
- Berat Yenilmez jako Nihat Aydın
- Anıl Çelik jako Cengiz (Ceycey)
- Tuğçe Kumral jako Deren Keşkın
- Ceren Taşçı jako Ayhan İşik
- Sibel Şişman jako Güliz
- Ali Yağcı jako Osman İşik
- Asuman Çakır jako Aysun Kaya
- Ferdi Baycu Güler jako Melahat
- Ahmet Somers jako Aziz Divit
- Tuan Tunalı jako Metin Avukat
- Oğuz Okul jako Rıfat
- Kimya Gökçe Aytaç jako Polen
- Ayşe Akın jako Arzu Taş (díly 3–51)
- Baki Çiftçi jako Levent (díly 9–51)
- Aslı Melisa Uzun jako Gamze (díly 18–51)
- İpek Tenolcay jako Hüma Divit Erdamar (díly 26–51)
- Dilek Serbest jako Ayça (díly 27–51)
- Utku Ateş jako Yiğit (díly 27–51)
- Gamze Topuz jako Ceyda (díly 20–29)
- Özgür Özberk jako Enzo Fabri (díly 20–29)
- Sevcan Yaşar jako Aylin Yukselen (díly 1–29)